# Rádio Difusora (Ponta Grossa)
Difusora FM foi uma estação de rádio instalada em Ponta Grossa, Paraná.
Antes de ser assumida por Márcio Martins, era localizada na rua XV de novembro, no centro da cidade de concessão, próximo a demais rádio que ali operavam, depois pasou a gerar sua programação nas mesmas instalações da matriz da Rádio T.

## História
Fundada em 5 de dezembro de 1959 pelos sócios Olavo Alberto e Wallace Pina, iniciou as operações em AM (Amplitude Modulada). Foi a terceira rádio da cidade de Ponta Grossa.
Operou em AM 690 kHz com 1 kW até 22 de julho de 2017, quando realizou a migração para FM (Frequência Modulada) 105,9 MHz com 0,5 kW.
Em 10 de maio de 2020, a rádio deixou de operar com a nomenclatura "Difusora" e parte da equipe técnica/operacional, sua frequência modulada e sua concessão foram absorvidos pela Lagoa Dourada FM.

## Equipe
Entre os diversos profissionais que fizeram parte da historia da Difusora AM/FM, estão nomes como: Luis Antonio Mikulis, Marcio Pauliki, Márcio Martins, Olavo Alberto, Wallace Pina, Jocelito Canto, Padre Scala, Pina Ribeiro, Osvaldo Expósito, Ronaldo Folador, Ney Costa, Nilson de Oliveira, Josué Martins, Joel Brasília, João Barbiero, entre muitos outros.